# Dorothea Steinbruch
Dorothea Steinbruch (* 1929 oder 1930; † 21. November 2015) war eine brasilianische Unternehmerin.

## Leben
Gemeinsam mit ihren Kindern kontrollierte sie das brasilianische Montanunternehmen Companhia Siderúrgica Nacional (CSN). Ihr Sohn Benjamin Steinbruch leitet das Unternehmen.  Ihrer Familie gehört unter anderem auch die Banco Fibra. Nach Angaben des US-amerikanischen Forbes Magazine gehörte Steinbruch zu den reichsten Brasilianern. Steinbruch war verwitwet und hatte drei Kinder. Sie wohnte in São Paulo.
Sie starb im November 2015 im Alter von 85 Jahren.